# 长穗柽柳
长穗柽柳（学名：Tamarix elongata）为柽柳科柽柳属下的一个种。其种加词“elongata”意为“长的”。